# Desmodus draculae
Desmodus draculae é uma espécie extinta de morcego da família Phyllostomidae. Seus restos subfósseis foram encontrados em cavernas no norte da Venezuela (Monaguas) em 1988 e mais recentemente no sudeste do Brasil. Os ossos não estavam mineralizados e foram encontrados em associação com espécies viventes, logo presume-se que extinguiu-se recentemente. Análises subfósseis demonstraram que seu tamanho poderia ser de 25% à 30% mais que o tamanho de um morcego-vampiro comum sendo que eles eram hematófagos.